# Armaň
Armaň (rusky Армань) je osada v Olském rajónu v Magadanské oblasti na ruském Dálném východě. Žije zde 821 obyvatel.

## Geografie
Armaň se nachází na pobřeží Ochotského moře při ústí stejnojmenné řeky. Název řeky pochází z evenštiny, kde znamená pramen. Osada se rozkládá na břehu Achmatonské zátoky, která je součástí většího Taujského zálivu. Jen 5 km od ústí do moře se z východu vlévá do řeky Armaň její největší přítok, řeka Chasyn.
Osada je vzdálena přibližně 40 kilometrů vzdušnou čarou severozápadně od oblastního města Magadan a přibližně 54 km západně od okresního centra Ola.

## Historie
Za datum založení osady se považuje rok 1717, prvními obyvateli byli Evenové, kteří se věnovali tradičnímu způsobu života, který zahrnoval lov a chov sobů. S otevřením důležité obchodní trasy mezi Jakutskem a Petropavlovskem v délce 4000 km byla na místní obyvatele uvalena povinnost přepravy na saních, známá jako kaurská povinnost. V roce 1896 zde žilo 89 obyvatel. 
V sovětské éře se obec stala důležitým hospodářským centrem. V roce 1932 zde vznikl kolchoz Probuzený sever, který se stal jedním z nejvýznamnějších kolchozů v Magadanské oblasti. Hlavními odvětvími hospodářství byly rybolov, lov kožešinových zvířat, zemědělství a chov sobů. V roce 1960 byl kolchoz přeměněn na sovchoz, který se zaměřil i na chov norků, přičemž na jeho farmě se využívaly odpady z místního rybářského průmyslu.
V roce 1965 získala Armaň status sídla městského typu, což svědčilo o jejím demografickém a ekonomickém růstu. V roce 1976 zde byl zřízen Armaňský rybochovný závod, který významně podpořil místní rybářský průmysl. Před rozpadem Sovětského svazu žilo v obci téměř tři tisíce obyvatel. Po rozpadu SSSR prošla Armaň složitým obdobím transformace a hospodářského úpadku. Kolaps centrálně plánované ekonomiky a zánik státní podpory způsobil útlum klíčových odvětví, na nichž byla obec závislá, jako bylo rybolov, zemědělství a chov zvířat. Většina průmyslových podniků a rybářských závodů zbankrotovala a nebo čelila vážným ekonomickým problémům. V roce 2013 obec ztratila status sídla městského typu a byla překlasifikována na vesnici, což odráželo pokles jejího významu a snížení počtu obyvatel.

## Doprava
Armaň leží na regionální silnici 44N-1, která se odpojuje od Federální silnice R504, která spojuje Magadan s Jakutskem.

## Archeologie
V blízkém okolí Armaně bylo v roce 1951 odkryto neolitické naleziště dávných mořských lovců.